# Calopteryx syriaca
Calopteryx syriaca је инсект из реда Odonata и фамилије Calopterygidae.

## Угроженост
Ова врста се сматра угроженом.

## Распрострањење
Ареал врсте је ограничен на мањи број држава. 
Врста је присутна у Јордану, Сирији, Либану, Израелу и Палестини.

## Станиште
Станишта врсте су речни екосистеми и слатководна подручја.